# 장바티스트 킴
장바티스트 킴(프랑스어: Jean-Baptiste Kim, 1966년 1월 26일~)은 프랑스의 언론인이다.
대한민국에서 태어난 그는 아버지가 대한민국 군사독재정권을 반대하는 운동을 벌이자 자신들에게 가해진 대한민국 당국의 토옥과 고문으로 인해 프랑스로 망명했다. 이후 프랑스에서 만난 조선민주주의인민공화국 요원을 통해 11년간 조선민주주의인민공화국을 위해서 일하게 되었으며, 《로동신문》의 외신기자로 활동했다.
그러던 2007년에 그는 더 이상 조선민주주의인민공화국 정부를 위해 일하지 않겠다고 밝혔다.